# Neophisis brachyptera
Neophisis brachyptera är en insektsart som beskrevs av Kevan, D.K.M. 1992. Neophisis brachyptera ingår i släktet Neophisis och familjen vårtbitare. Inga underarter finns listade i Catalogue of Life.